# Pavlos Fyssas
Pavlos Fyssas, conosciuto anche con lo pseudonimo di Killah P. (in lingua greca: Παύλος Φύσσας; Perama, 10 aprile 1979 – Keratsini, 18 settembre 2013), è stato un rapper e attivista greco.
Conosciuto per le sue esibizioni in vari eventi relativi al movimento musicale Low Bap e per il suo impegno antifascista, è diventato più noto in seguito alla sua morte, avvenuta nel 2013 ad opera di una persona legata all'organizzazione politica di estrema destra Alba Dorata.

## Carriera musicale e politica
Pavlos Fyssas era iscritto al sindacato di matrice antifascista Metalworkers of Piraeus. Fyssas era inoltre attivo nella scena hip-hop greca fin dal 1997 come componente del movimento musicale Low Bap. Nel tempo è riuscito ad esibirsi insieme a molti dei nomi più importanti del movimento.

## Morte
Il 17 settembre 2013 Pavlos Fyssas andò in un locale insieme alla sua partner e alcuni amici per guardare una partita di calcio. Alle 23:59 la polizia ellenica ricevette una telefonata in cui veniva segnalato un assembramento di 50 persone armate: quando i poliziotti accorsero sul posto trovarono Fyssas con molteplici ferite sul corpo. Prima di perdere i sensi, l'uomo indicò Giorgios Roupakias, ancora presente sul posto, come l'autore dell'aggressione, causandone l'immediato arresto. Pavlos Fyssas fu poi trasferito nell'ospedale di Keratsini, dove la sua morte fu certificata.

### Processo
Giorgios Roupakias lavorava presso la caffetteria della sede di Alba Dorata, ai tempi riconosciuto come un partito a tutti gli effetti. Appena dopo l'arresto, Roupakias telefonò a casa di Nikolaos Michaloliakos, leader di Alba Dorata, e parlò proprio con lui. Dopo aver trascorso 6 mesi in galera, Roupakias è stato rilasciato in attesa di processo nel marzo successivo, in regime di arresti domiciliari e con il permesso di lasciare la sua abitazione soltanto per le udienze. Nel 2020 Giorgios Roupakias è stato condannato in via definitiva per l'omicidio: nello stesso processo altri 13 componenti di Alba Dorata, incluso il leader Nikolaos Michaloliakos, sono stati condannati con l'accusa di aver portato avanti squadrismo e violenze in maniera sistematica con finalità politiche. Attualmente l'organizzazione non è più riconosciuta come un partito legale.

### Reazioni
Pubblicamente, l'omicidio fu condannato in maniera unanime dalla politica, incluso da Alba Dorata. L'allora primo ministro Antōnīs Samaras pronunciò in discorso in cui invitava la popolazione alla calma e chiedeva di fare in modo che ai neonazisti venisse tolta "la facoltà di avvelenare il tessuto sociale greco, compiere violenze ed atti terroristici". Nelle settimane successive all'omicidio sono sorte numerosissime marce di protesta in Grecia, ma non solo: anche nelle varie capitali europee sono state organizzate numerose manifestazioni in cui si chiedeva giustizia per Fyssas e che le organizzazioni esplicitamente neo-naziste e neo-fasciste venissero rese illegali.